# Андрій Могила
Андрі́й Моги́ла (Могиленко, Мигула; бл. 1630 — січень 1689) — український військовий, політичний і державний діяч. Гетьман Війська Запорозького, голова козацької держави на Правобережній Україні (1684-1689).

## Біографія
Андрій Могила народився у козацькій родині, ймовірно, на Полтавщині. За іншою версію родом з Лівобережжя (м. Мена).
У 1670-х — на початку 1680-х років Могила «присяглий товариш» компанійського полку Війська Запорозького на Лівобережній Україні. Певний час перебував на Запорозькій Січі. Наприкінці 1683 року у чині полковника очолив піхотні козацькі відділи (близько 3-4 тис.чоловік) у війську правобережного гетьмана Стефана Куницького під час походу до Молдавії та Північного Причорномор'я. Могила брав участь у битвах під Кіцканами і Рені. У битві поблизу фортеці Табок на річці Прут 30 грудня 1683 року у результаті вдалої операції зумів вивести з оточення татарських військ підлеглі йому частини.
У січні 1684 року Могила очолив заколот проти гетьмана Стефана Куницького і був проголошений гетьманом після вбивства свого попередника у березні 1684 року. За іншою версією у січні 1684 року на козацькій раді, яка відбулася у місті Могилеві на Дністрі, Андрія Могилу обрали гетьманом Війська Запорозького від імені «його королівської милості» короля Речі Посполитої. 30 січня це рішення затвердив король Ян III Собеський.
З 1684 року козацтво Правобережної України розглядалося як важливий чинник у планах антиосманської Священної ліги. Могила проводив переговори зі Святим Престолом щодо участі козаків у цій антиосманській коаліції (лист до папи Інокентія IX від 8 травня 1684 року).
У травні того ж року загін Могили був розбитий татарами коло Кам'янця у бою під Студеницею. Ян III Собеський намагався остаточно перекрити шляхи постачання османам Кам'янецької фортеці. На військовій нараді було вирішено переправитися через Дністер і відвоювати «ключ Поділля» — м. Язловець. Гетьман Могила попрямував до південно-східних рубежів України. Керувати в Немирові він залишив димерського полковника Мирона. Підрозділи Могили з'єдналися з королівськими військами наприкінці серпня й стали табором біля с. Малинів неподалік від Жванця. Згодом козацькі полки вміло обороняли переправу через Дністер. Загальні підсумки кампанії, однак, були невтішними. Після того, як вода знесла невдало побудований поляками міст, козаки повернулися до Немирова.
В подальшому козацьке військо Могили неодноразово брало участь у боях з османами на Поділлі. Гетьман регулярно висилає королеві полонених, у грудні його козаки відзначаються в битві з «ворогом християнства» під Цецорою коли влітку 1686 року Могила допомагав війську Речі Посполитої оволодіти Яссами. Могила очолював козаків під час штурмів 1686 та 1687 років зайнятого османами міста Кам'янця.

Майже всі козацькі літописці відзначали його велику роль у вигнанні османсько-татарських військ з Західного Поділля та Брацлавщини в останній чверті XVII ст.
|  | По градах біля Кам'янця, османів вигнавши, своїми військами козацькими гради обложив |

, — так оцінював даний період діяльності правобережного гетьмана літописець Г. Грабянка.

Визнанням видатної ролі козацтва під керівництвом Могили в обороні українських земель Речі Посполитої і всієї Східної Європи від османсько-татарської агресії стала постанова варшавського сейму від 16 листопада 1685 року про відновлення козацтва на Правобережній Україні, де визнавалося, що 
|  | всіх козаків низових і українських, як тих, які побажали признати його, мають осідати в Україні, вернути їм їхні прадавні вольності, свободи і привілеї, що даровані були нашими [королівськими] попередниками |

.
Могилі було дозволено набирати полковників не з шляхетського стану, як було досі, а серед козацької старшини. Відразу по цьому на Правобережжі відродилося 4 козацьких полки — Білоцерківський (Фастівський), Брацлавський, Вінницький (Кальницький) та Корсунський. Для гетьманської резиденції Могила обрав місто Немирів на Вінниччині. Влітку 1687 року призначив наказним гетьманом полковника М.Булигу. Під час гетьманування Могили у 1686, 1687, 1689 роках за дорученням уряду Речі Посполитої складалися козацькі компути (списки, реєстри).
Могила зустрічався та активно листувався з королем Речі Посполитої Яном ІІІ Собеським, Кримським ханством, Калмицькою ордою, Молдавським та Волоськими князівствами, а також Запорозькою Січчю. Король Речі Посполитої вручив Могилі булаву, хоругву, литаври та печатку «з гербом старожитнім України» — зображенням козака з мушкетом. Проблема титулування Могилу як гетьмана «обох сторін Дніпра», а не тільки правобережного Війська Запорозького була одним з проблемних питань московсько-польських переговорів щодо укладення та впровадження у життя Вічного миру 1686 року.
Андрій Могила вмер власною смертю (за іншою версію вбитий підлеглими йому козаками, незадоволеними розподілом королівської платні) на початку 1689 року та похований в Межигірському Спасо-Преображенському монастирі під Києвом.
У селі Малий Букрин (Київщина) на старовинному кладовищі до цього часу зберігся козацький хрест другої половини XVIII століття з написом «Андрій Андрійович Могила».
Могила мав рідного брата Якима, дружину — лубенську козачку Парасковію Мозирю та сина, який після смерті батька служив при королівському дворі Яна ІІІ Собеського.
В архіві у Кракові зберігся лист Яна ІІІ до А. Могили, в якому король наказував йому вирушити під командуванням коронного гетьмана Яблоновського з Бара до Бучача.